# Tetracassis
Tetracassis là một chi bọ cánh cứng trong họ Chrysomelidae.
Chi này được miêu tả khoa học năm 1952 bởi Spaeth in Hincks.

## Các loài
Chi này gồm các loài:
- Tetracassis lyra (Spaeth, 1898)